# Campionatul European de Atletism din 1934
Prima ediție a Campionatului European de Atletism s-a desfășurat între 7 și 9 septembrie 1934 la Torino, Italia. Au participat 220 de sportivi din 20 de țări.

## Stadion
Probele au avut loc pe stadio municipale Benito Mussolini. Acesta a fost construit în anul 1933 pentru Campionatul European.

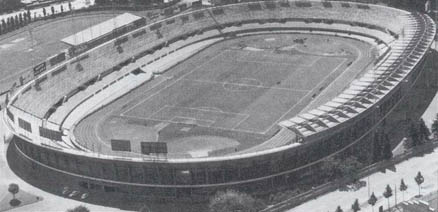
Stadio Municipale Benito Mussolini
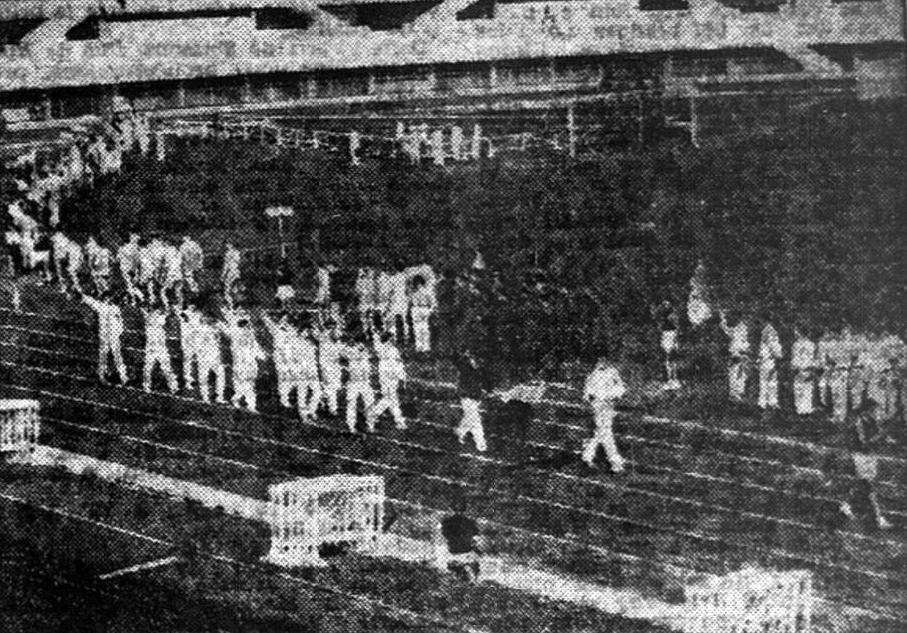
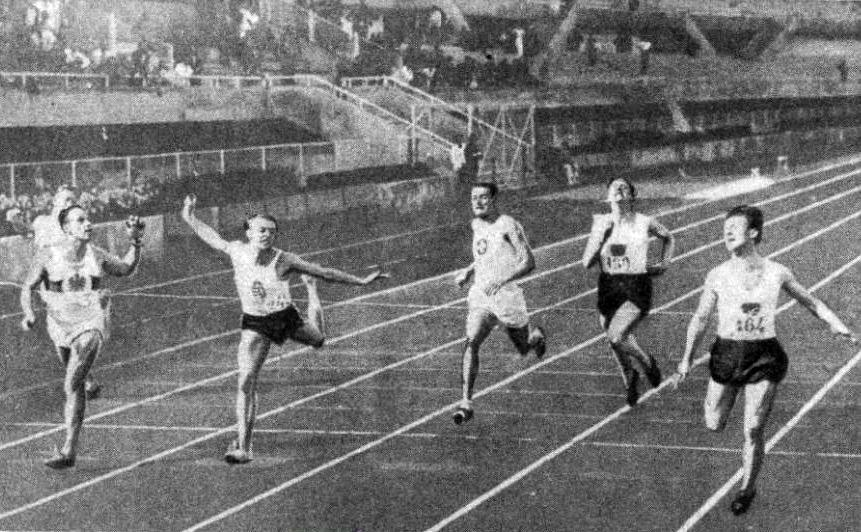
100 m

## Rezultate
RM - record mondial; RC - record al competiției; RE - record european; RN - record național; PB - cea mai bună performanță a carierei

### Masculin
| Probă sportivă       | Aur                                                                             | Aur        | Argint                                                                      | Argint  | Bronz                                                                           | Bronz   |
| 100 m                | Chris Berger (NED)                                                              | 10,6       | Erich Borchmeyer (GER)                                                      | 10,7    | József Sir (HUN)                                                                | 10,7    |
| 200 m                | Chris Berger (NED)                                                              | 21,5       | József Sir (HUN)                                                            | 21,5    | Tinus Osendarp (NED)                                                            | 21,6    |
| 400 m                | Adolf Metzner (GER)                                                             | 47,9       | Pierre Skawinski (FRA)                                                      | 48,0    | Bertil von Wachenfeldt (SWE)                                                    | 48,0    |
| 800 m                | Miklós Szabó (HUN)                                                              | 1:52,0     | Mario Lanzi (ITA)                                                           | 1:52,0  | Wolfgang Dessecker (GER)                                                        | 1:52,2  |
| 1500 m               | Luigi Beccali (ITA)                                                             | 3:54,6     | Miklós Szabó (HUN)                                                          | 3:55,2  | Roger Normand (FRA)                                                             | 3:57,0  |
| 5000 m               | Roger Rochard (FRA)                                                             | 14:36,8    | Janusz Kusociński (POL)                                                     | 14:41,2 | Ilmari Salminen (FIN)                                                           | 14:43,6 |
| 10 000 m             | Ilmari Salminen (FIN)                                                           | 31:02,6    | Arvo Askola (FIN)                                                           | 31:03,3 | Henry Nielsen (DEN)                                                             | 31:27,4 |
| Maraton              | Armas Toivonen (FIN)                                                            | 2:52:29    | Thore Enochsson (SWE)                                                       | 2:54:36 | Aurelio Genghini (ITA)                                                          | 2:55:04 |
| 110 m garduri        | József Kovács (HUN)                                                             | 14,8       | Erwin Wegner (GER)                                                          | 14,9    | Holger Albrechtsen (NOR)                                                        | 15,0    |
| 400 m garduri        | Hans Scheele (GER)                                                              | 53,2       | Akilles Järvinen (FIN)                                                      | 53,7    | Christos Mantikas (GRE)                                                         | 54,9    |
| 50 km marș           | Jānis Daliņš (Latvia)                                                           | 4:49:53    | Arthur Tell Schwab (SUI)                                                    | 4:53:09 | Ettore Rivolta (ITA)                                                            | 4:54:06 |
| Ștafetă 4×100 m      | Germania · Egon Schein · Erwin Gillmeister · Gerd Hornberger · Erich Borchmeyer | 41,0       | Ungaria · László Forgács · József Kovács · József Sir · Gyula Gyenes        | 41,4    | Țările de Jos · Tinus Osendarp · Tjeerd Boersma · Robert Jansen · Chris Berger  | 41,6    |
| Ștafetă 4×400 m      | Germania · Helmut Hamann · Hans Scheele · Harry Voigt · Adolf Metzner           | 3:14,1     | Franța · Robert Paul · Georges Guillez · Raymond Boisset · Pierre Skawinski | 3:15,6  | Suedia · Sven Strömberg · Pelle Pihl · Gustaf Eriksson · Bertil von Wachenfeldt | 3:16,6  |
| Săritura în înălțime | Kalevi Kotkas (FIN)                                                             | 2,00 m     | Birger Halvorsen (NOR)                                                      | 1,97 m  | Veikko Peräsalo (FIN)                                                           | 1,97 m  |
| Săritura în lungime  | Wilhelm Leichum (GER)                                                           | 7,45 m     | Otto Berg (NOR)                                                             | 7,31 m  | Luz Long (GER)                                                                  | 7,25 m  |
| Săritura cu prăjina  | Gustav Wegner (GER)                                                             | 4,00 m     | Bo Ljungberg (SWE)                                                          | 4,00 m  | John Lindroth (FIN)                                                             | 3,90 m  |
| Triplusalt           | Willem Peters (NED)                                                             | 14,89 m    | Eric Svensson (SWE)                                                         | 14,83 m | Onni Rajasaari (FIN)                                                            | 14,74 m |
| Aruncarea greutății  | Arnold Viiding (EST)                                                            | 15,19 m    | Risto Kuntsi (FIN)                                                          | 15,19 m | František Douda (TCH)                                                           | 15,18 m |
| Aruncarea discului   | Harald Andersson (SWE)                                                          | 50,38 m    | Paul Winter (FRA)                                                           | 47,09 m | István Donogán (HUN)                                                            | 45,91 m |
| Aruncarea suliței    | Matti Järvinen (FIN)                                                            | 76,66 m RM | Matti Sippala (FIN)                                                         | 69,97 m | Gustav Sule (EST)                                                               | 69,31 m |
| Aruncarea ciocanului | Ville Pörhölä (FIN)                                                             | 50,34 m    | Fernando Vandelli (ITA)                                                     | 48,69 m | Gunnar Jansson (SWE)                                                            | 47,85 m |
| Decatlon             | Hans-Heinrich Sievert (GER)                                                     | 6858       | Leif Dahlgren (SWE)                                                         | 6666    | Jerzy Pławczyk (POL)                                                            | 6399    |

## Clasament pe medalii
| Loc   | Țară          | Aur | Argint | Bronz | Total |
| ----- | ------------- | --- | ------ | ----- | ----- |
| 1     | Germania      | 7   | 2      | 2     | 11    |
| 2     | Finlanda      | 5   | 4      | 4     | 13    |
| 3     | Țările de Jos | 3   | –      | 2     | 5     |
| 4     | Ungaria       | 2   | 3      | 2     | 7     |
| 5     | Suedia        | 1   | 4      | 3     | 8     |
| 6     | Franța        | 1   | 3      | 1     | 5     |
| 7     | Italia        | 1   | 2      | 2     | 5     |
| 8     | Estonia       | 1   | –      | 1     | 2     |
| 9     | Letonia       | 1   | –      | –     | 1     |
| 10    | Norvegia      | –   | 2      | 1     | 3     |
| 11    | Polonia       | –   | 1      | 1     | 2     |
| 12    | Elveția       | –   | 1      | –     | 1     |
| 13    | Cehoslovacia  | –   | –      | 1     | 1     |
| 13    | Danemarca     | –   | –      | 1     | 1     |
| 13    | Grecia        | –   | –      | 1     | 1     |
| Total | Total         | 22  | 22     | 22    | 66    |